# Schaatsenfabriek Lassche
Schaatsenfabriek Lassche was een klein bedrijfje in Amstelveen dat schaatsen produceerde van het merk Hjälmar. Het was gevestigd aan de Dorpstraat 62 en heeft bestaan van 1955 tot 1966.
Eigenlijk was het een werkplaats, waar Co Lassche ongeveer 100 paar schaatsen per week vervaardigde. Het bedrijf is bij zijn overlijden op 17 april 1966 gestopt.

## Geschiedenis
Co Lassche was een constructeur van noorse schaatsen. Hij maakte deze, aanvankelijk uit afvalmateriaal, in een kelder te Durgerdam. In 1947 ging hij een samenwerkingsverband aan met Jaap Havekotte waaruit de fabriek Viking schaatsen is voortgekomen. In 1952 viel dit compagnonschap uiteen en ging Lassche zelfstandig verder.
In Durgerdam ontstond een fabriekje en hierin kwam een vliegwielpers, een smidse, een chroombad, een vertinbad en een zuurbad, en een polijstmachine. Merken waren Champion, Triomfator, Hjälmar, Oslo en dergelijke.
In 1955 werd een fabriek te Nieuwer-Amstel, tegenwoordig Aalsmeer, opgericht. Deze werd gevestigd in een oude boerderij waar voordien van 1950 tot 1955 een plasticfabriek van Koerts-Meyer was gevestigd. Lassche werkte hier alleen, maar vanaf 1960 was er nog een tweede medewerker, namelijk Jan van Wiltenburg. Behalve schaatsenfabricage werd er ook verchroomwerk voor derden uitgevoerd. Na 1961 werd de nadruk weer op schaatsen gelegd en in 1963 werkten er al 20 mensen.
In 1966 kwam Co Lassche om ten gevolge van een ongeval. Jan van Wiltenburg heeft de productie in eigen beheer voortgezet, eerst te Ouderkerk aan de Amstel en later te Marrum als Wiltenburg Schaatsenfabriek & Metaalbewerking, een fabriek die nog steeds bestaat.